# Saint-Lubin-de-la-Haye
Saint-Lubin-de-la-Haye és un municipi francès, situat al departament de l'Eure i Loir i a la regió de Centre – Vall del Loira. L'any 2007 tenia 910 habitants.

## Demografia

### Població
El 2007 la població de fet de Saint-Lubin-de-la-Haye era de 910 persones. Hi havia 334 famílies, de les quals 72 eren unipersonals (32 homes vivint sols i 40 dones vivint soles), 97 parelles sense fills, 149 parelles amb fills i 16 famílies monoparentals amb fills.
La població ha evolucionat segons el següent gràfic:
Habitants censats

### Habitatges
El 2007 hi havia 411 habitatges, 341 eren l'habitatge principal de la família, 57 eren segones residències i 13 estaven desocupats. 386 eren cases i 22 eren apartaments. Dels 341 habitatges principals, 272 estaven ocupats pels seus propietaris, 61 estaven llogats i ocupats pels llogaters i 8 estaven cedits a títol gratuït; 6 tenien una cambra, 21 en tenien dues, 52 en tenien tres, 71 en tenien quatre i 190 en tenien cinc o més. 260 habitatges disposaven pel capbaix d'una plaça de pàrquing. A 131 habitatges hi havia un automòbil i a 200 n'hi havia dos o més.

### Piràmide de població
La piràmide de població per edats i sexe el 2009 era:
| Homes | Edats   | Dones |
| ----- | ------- | ----- |
| 0     | 95 o +  | 0     |
| 0     | 90 a 94 | 0     |
| 4     | 85 a 89 | 4     |
| 0     | 80 a 84 | 0     |
| 8     | 75 a 79 | 4     |
| 0     | 70 a 74 | 24    |
| 32    | 65 a 69 | 16    |
| 12    | 60 a 64 | 12    |
| 12    | 55 a 59 | 8     |
| 28    | 50 a 54 | 24    |
| 16    | 45 a 49 | 36    |
| 56    | 40 a 44 | 28    |
| 24    | 35 a 39 | 36    |
| 36    | 30 a 34 | 36    |
| 24    | 25 a 29 | 28    |
| 36    | 20 a 24 | 28    |
| 24    | 15 a 19 | 24    |
| 20    | 10 a 14 | 36    |
| 32    | 5 a 9   | 36    |
| 24    | 0 a 4   | 36    |

## Economia
El 2007 la població en edat de treballar era de 578 persones, 452 eren actives i 126 eren inactives. De les 452 persones actives 412 estaven ocupades (216 homes i 196 dones) i 40 estaven aturades (19 homes i 21 dones). De les 126 persones inactives 37 estaven jubilades, 43 estaven estudiant i 46 estaven classificades com a «altres inactius».

### Ingressos
El 2009 a Saint-Lubin-de-la-Haye hi havia 337 unitats fiscals que integraven 935,5 persones, la mediana anual d'ingressos fiscals per persona era de 24.565 €.

### Activitats econòmiques
Dels 40 establiments que hi havia el 2007, 2 eren d'empreses de fabricació d'altres productes industrials, 6 d'empreses de construcció, 6 d'empreses de comerç i reparació d'automòbils, 2 d'empreses d'hostatgeria i restauració, 3 d'empreses d'informació i comunicació, 4 d'empreses financeres, 3 d'empreses immobiliàries, 13 d'empreses de serveis i 1 d'una entitat de l'administració pública.
Dels 8 establiments de servei als particulars que hi havia el 2009, 2 eren tallers de reparació d'automòbils i de material agrícola, 1 fusteria, 2 lampisteries, 1 empresa de construcció i 2 restaurants.
L'any 2000 a Saint-Lubin-de-la-Haye hi havia 14 explotacions agrícoles que ocupaven un total de 1.000 hectàrees.

## Equipaments sanitaris i escolars
El 2009 hi havia una escola elemental.

## Poblacions més properes
El següent diagrama mostra les poblacions més properes.